# Sygnały na obrotnicach i wagach
Sygnały na obrotnicach i wagach – sygnały, które na PKP PLK stosowane są przy wjazdach na wagi pomostowe, obrotnice kolejowe i inne podobne urządzenia. Informują, czy wjazd jest dozwolony, czy też nie.
Sygnały te nadają latarnie ze szkłem koloru mlecznego, z kresą pionową lub poziomą.
Sygnały z oznaczeniem "o" według instrukcji sygnalizacji odnoszą się do obrotnic, natomiast z oznaczeniem "wg" do wag pomostowych (mimo że wzory obu sygnałów są identyczne).
| Sygnały podawane na latarniach wykolejnicowych | Sygnały podawane na latarniach wykolejnicowych |
| ---------------------------------------------- | ---------------------------------------------- |
| Z 1wo Z 1wg Stój! Wykolejnica na torze         | Z 2o Z 2wg Wjazd dozwolony                     |